# Diplolepis
Diplolepis es un género de plantas fanerógamas de la familia Apocynaceae.  Es originario de América del Sur. Comprende 10 especies descritas y de estas, solo 6 aceptadas.

## Distribución
Se distribuye por Argentina, Brasil y Chile.

## Descripción
Son enredaderas que alcanzan los 3-4 m de altura o subarbustos de 30-100 cm de alto. Las ramas tienen corteza leñosa. Las hojas son coriáceas, de 1-2,5 cm de largo, 0,5-1,5 cm de ancho, ovadas a oblongas, basalmente truncadas, redondeadas o ligeramente cordadas, con el ápice agudo o mucronado,  glabras.
Las inflorescencias son extra-axilares, solitarias, más cortas que las hojas adyacentes con 1-10 flores, simples, subsésiles o pedunculadas con brácteas florales caducas [D. hieronymi (Lorentz) Liede & Rapini]. 
Tiene un número de cromosomas de: 2n= 22 [D. nummulariifolia (Hook. & Arn.) Liede & Rapini;  D. boerhaviifolia (Hook. & Arn.) Liede & Rapini, D. descolei (T. Mey.) Liede & Rapini], o 20 [D. hieronymi (Lorentz) Liede & Rapini; D. geminiflora (Decne.) Liede & Rapini]. 

## Taxonomía
El género fue descrito por Robert Brown y publicado en On the Asclepiadeae 30. 1810.

## Especies aceptadas
A continuación se brinda un listado de las especies del género Diplolepis aceptadas hasta octubre de 2013, ordenadas alfabéticamente. Para cada una se indica el nombre binomial seguido del autor, abreviado según las convenciones y usos. 
- Diplolepis boerhaviifolia (Hook. & Arn.) Liede & Rapini
- Diplolepis descolei (T.Mey.) Liede & Rapini
- Diplolepis geminiflora (Decne.) Liede & Rapini
- Diplolepis hieronymi (Lorentz) Liede & Rapini
- Diplolepis menziesii Schult.
- Diplolepis nummulariifolia (Hook. & Arn.) Liede & Rapini